# Аліса і три ведмеді
«Аліса і три ведмеді» (англ. Alice and the Three Bears) — американський анімаційний короткометражний  фільм із серії «Комедії Аліси», що вийшов 1 грудня 1924 року.

## Синопсис
Три ведмеді варять пиво. У маленького ведмедя щось йде не так, і він дивиться в рецепт.
Виявляється, в пиво треба додати хмелю!
Ведмедик виходить з дому і бачить жабу, яка стрибає з трампліна у воду. Радісний ведмідь стрибає до жаби, щоб зловити її та додати в пиво, але та плигає у воду та обливає ведмедя. Ведмедик погрожує їй пальцем і стрибає за нею. Знайшовши жабу, намагається зловити її, але безуспішно. Вони вибираються із води й гонитва триває вже на землі. Задоволений ведмедик дістає сачок з банкою і намагається зловити жабу.
В цей час Аліса з Юлієм їдуть на самокаті, який несподівано зупиняється. Зламалося колесо. Аліса розмовляє з Юлієм та звертає увагу на кільця диму, які випускає Юлій під час паління. Взявши одне з цих кілець, кіт ставить його замість зламаного, і вони продовжують свою поїздку.
Юлій з Алісою заходять в будинок і бачать сервірований стіл. Кіт залазить на нього і відкорковує пляшку. Залізши за Юлієм Аліса нюхає цю пляшку і кривиться. У цей момент заходить ведмежа. Юлій б'є його пляшкою по голові та разом з Алісою вибігають з дому, ведмідь женеться за ними.
Наздогнавши їх, ведмежа прибирає від Аліси кота і починає непристойно розглядати її. Юлій відсуває ведмедика і б'є його по животу. Ведмедик лютує. Юлій і ведмідь б'ються. Ведмежа кличе на допомогу.
До нього прибігають два ведмеді, які викручують Юлія як білизну і кидають на землю. Ведмеді задоволені.
Ведмедик каже старшим про Алісу. Дорослі накидають на дівчинку мішок і б'ють її. Після цього відносять на пилораму, і включають пилу. Задоволені ведмеді кладуть мішок з Алісою на стрічку, яка рухається до обертової пили.
Юлій, який прокинувся, бачить це і вирішує врятувати Алісу. Його відвідує ідея у вигляді цифри 9. Закликавши свої дев'ять життів, він відправляє їх битися з ведмедями. Під час битви життя за життям падає біля кота і зникає. Юлій з жахом спостерігає за цим. Коли біля нього приземляється останнє, дев'яте життя, то кіт розуміє, що щось треба робити. Інакше нікому буде битися з ведмедями. Він напуває життя з пляшки, воно оживає і кидається в бійку. Ведмеді один за одним падають на землю і не реагують на удари Юлія. Радісний кіт дякує своєму життю.
У цей час чується крик про допомогу. Кричить Аліса, яка рухається до пилки, яка працює. Юлій вимикає пилу і знімає дівчинку з колоди, до якої вона прив'язана. Врятована Аліса цілує збентеженого Юлія. Кінець.

## Головні персонажі
- Аліса
- Юлій

## Інформаційні данні
- Аніматори[2]:
  - Аб Айверкс
  - Роллін Гамільтон[en]
- Живі актори[2]:
  - Вірджинія Девіс[en]
- Тип анімації: об'єднання реальної дії та стандартної анімації
- Виробничий код: AC-09[3][4]